# Notus
Ne doit pas être confondu avec Notos.
Notus est une ville américaine située dans le comté de Canyon en Idaho.
Selon le recensement de 2010, Notus compte 531 habitants. La municipalité s'étend sur 0,38 mille carré (0,98 km2).